# 奥田万つ里
奥田 万つ里（おくだ まつり、3月4日 - ）は、日本の女性アニメーター、キャラクターデザイナー。かつては奥田 万里という名前でクレジットされていた。

## 来歴・作風
『天空戦記シュラト』や『銀河英雄伝説』のキャラクターデザインで知られる。
『銀河英雄伝説』のプロデューサーを務めた田原正利によれば、奥田の描くキャラクターには陰影のようなものが感じられることが決め手になってキャラクターデザインを依頼したとのこと。

## 参加作品

### テレビアニメ
1979年
- 宇宙空母ブルーノア（作画）

1982年
- 忍者マン一平（原画）

1985年
- 昭和アホ草紙あかぬけ一番!（エンディングアニメーション）
- タッチ（原画）

1986年
- 光の伝説（作画監督）

1989年
- 天空戦記シュラト（キャラクター原案）

1996年
- ガンバリスト! 駿（作画監督）

1998年
- 時空転抄ナスカ（キャラクター原案）
- サイレントメビウス（絵コンテ）

1999年
- ワイルドアームズ トワイライトヴェノム（原画）

2011年
- マケン姫っ!（設定協力）

2014年
- いなり、こんこん、恋いろは。（プロップデザイン）

### 劇場アニメ
1979年
- 銀河鉄道999（動画）

1988年
- 銀河英雄伝説 わが征くは星の大海（キャラクターデザイン・作画監督）

1989年
- 宇宙皇子（原画）

1993年
- 銀河英雄伝説 新たなる戦いの序曲（キャラクター原案）

2004年
- NITABOH 仁太坊-津軽三味線始祖外聞（小物デザイン）

### OVA
1985年
- 天使のたまご（原画）

1986年
- カリフォルニア・クライシス 追撃の銃火（キャラクターデザイン・作画監督）

1988年
- 銀河英雄伝説（キャラクターデザイン）

1989年
- 妖魔（キャラクターデザイン・作画監督）
- 天空戦記シュラト 天空界メモリアルズ（キャラクター原案）

1990年
- 暗黒神話（原画）
- THE八犬伝（原画）
- ロードス島戦記（ドラゴンデザイン原案）

1991年
- 天空戦記シュラト 創世への暗闘（キャラクターデザイン・エンディングイラスト・作画監督）

1994年
- タイムボカン王道復古（ゲストアニメーター）

2000年
- 真ゲッターロボ対ネオゲッターロボ（原画）